# Projet de ville radieuse à Meaux
Le projet de ville radieuse à Meaux est un vaste projet d'une ville de 10 500 habitants engagé par la ville de Meaux et l'architecte Le Corbusier entre 1955 et 1960 à l'emplacement du quartier actuel de Beauval. Malgré cinq ans de réflexion, ce projet n'a jamais vu le jour.

## Origines
Face au déficit de logements dans la région parisienne, Le Corbusier propose spontanément en 1954 un projet de « Cité Radieuse » dans la banlieue de Meaux. Ce projet est accueilli avec enthousiasme par le député-maire Barennes. Le conseil municipal vote la réalisation d’une ville radieuse de 2 000 logements qui est confiée à la société de HLM Orly-Parc. Sur ce projet, Le Corbusier travaille au sein de son cabinet avec son adjoint André Wogenscky et pour la mise au point de nouvelles techniques de préfabrication avec Iannis Xenakis, par ailleurs, compositeur de musique contemporaine.

## Le programme
Le terrain de 25 à 30 hectares est apporté par la ville. Il prévoit la construction de cinq unités d’habitation sur le modèle de celles déjà existantes, mais aussi de deux tours cylindriques réservées aux jeunes couples. Le projet inclut aussi des hôtels, des restaurants, des équipements publics, un cinéma, des équipements le plus souvent directement intégrés dans les tours. Comme à Marseille ou Firminy, l’école maternelle et un gymnase sont ainsi directement accessibles depuis le toit de chaque unité d’habitation. Une rue commerçante occupe l’équivalent d’un couloir dans les étages. Par ailleurs, il conçoit une « usine verte » en périphérie du site, au nord de la Nationale 3, directement reliée à la Cité Radieuse : c’est ce qu’il appelle la « Cité Linéaire Industrielle », produit d’une réflexion menée par l’architecte sur l’intégration rationnelle des zones industrielles à leur environnement.
Il apparaît évident que le plan urbain de Meaux ne se lit qu'au regard de l'œuvre antérieure de Le Corbusier. Les unités d'habitations reprennent point par point le travail mené sur l'unité d'habitation de Marseille. Puis, lorsque les coûts excessifs du chantier de Marseille interdisent de garder un système constructif en béton, la solution de cellules métalliques préfabriquées est retenue. De la même façon, l'apparition des tours cylindriques pour célibataires est évidemment à placer au regard du projet pour l'ambassade de France à Brasilia. Le plan de masse de Meaux est le premier à laisser apparaître cette forme liée à un tel programme. Le projet de Strasbourg reprendra ces tours cylindriques constituées de logements pour célibataires. 

## Les difficultés rencontrées
Mais les interlocuteurs administratifs manquent à l’appel. L’État prend en charge le plan d’urbanisme en 1957. Un contrat est signé le 4 juin 1957 entre le Ministère de la reconstruction et du logement (MRL), l’architecte pour l’étude de l’extension de la ville de Meaux et la supervision des architectes amenés à travailler dans cette zone. Mais les ingénieurs des services des Ponts et Chaussées rechignent à soutenir Le Corbusier. On lui reproche les imprécisions de son étude, notamment en ce qui concerne l’évaluation des coûts de construction. 
Une nouvelle version au début de l’année 1958 est proposée par Le Corbusier et son équipe qui prévoit désormais 15 unités d’habitation et 4 tours. Cependant, le projet pèche toujours par des imprécisions notamment sur les moyens de desserte de l’ensemble de la cité. De plus, le célèbre architecte manque toujours d’interlocuteurs valables, selon lui, au sein de la hiérarchie administrative. Au cours de cette même année 1958, c’est un nouveau coup dur avec la nomination de Marcel Lods à la charge d’urbaniste chargé du plan d’aménagement de la Seine-et-Marne. Celui-ci, considéré comme le spécialiste de l’application des méthodes industrielles au bâtiment et de la préfabrication lourde, devient donc le supérieur direct du « maître », situation intolérable pour ce dernier. De nouvelles critiques sont émises notamment sur le mode de préfabrication jugé trop coûteux. La méthode dite du « casier à bouteilles », terme imagé désignant la façon dont s’encastrent les appartements préfabriqués, est jugée hors de prix à la suite des déboires de l’unité d’habitation de Marseille où la même technique a été expérimentée. Ces aléas n’empêchent pas Le Corbusier de continuer sur son projet en négociant avec la régie Renault pour l’installation d’une usine de montage automobile dans son projet d’ « usine verte ».
Finalement, de guerre lasse, l’architecte finit par se désengager progressivement du projet au cours de l’été 1960 et préfère s’engager dans ses projets internationaux, notamment pour la ville indienne de Chandigarh. Le M.R.L. dessaisit définitivement Le Corbusier du projet de ZUP en octobre de la même année. C’est pourtant l’un des programmes d’urbanisme les plus aboutis qu’il ait tenté de mettre en application en France : 745 dessins et plans sont recensés concernant cette Ville Radieuse, qui restera pour toujours dans les cartons.

## Projets de substitution
Finalement, pour l’extension est de Meaux, deux projets d’envergure seront réalisés : tout d’abord, en périphérie, la Pierre Collinet par Jean Ginsberg (1958-1963) puis sur le site même de la Ville Radieuse, la ZUP de Beauval, par Marcel Lods (1959-1969). Celui-ci tente d’ailleurs, par des immeubles en formes de Y (appelés aussi plus tard « caravelles »), de donner, selon ses dires, des aspects d’unités d’habitations corbuséennes aux bâtiments d’habitation.